# دين سكارليت
دين سكارليت (بالإنجليزية: Dane Scarlett)‏ هو لاعب كرة قدم بريطاني، ولد في 24 مارس 2004 في هيلينغدون ‏ في المملكة المتحدة.

## وصلات خارجية
- دين سكارليت على موقع قاعدة بيانات كرة القدم.إي يو (الإنجليزية)
- دين سكارليت على موقع بيانات كرة القدم. دي إي (الألمانية)
- دين سكارليت على موقع Soccerbase.com (لاعب) (الإنجليزية)
- دين سكارليت على موقع Soccerway.com (الإنجليزية)
- دين سكارليت على موقع عالم كرة القدم.نت (الإنجليزية)
- دين سكارليت على موقع AS.com (الإسبانية)